# Karen Berger
Karen Berger (26 de fevereiro de 1958) é uma editora americana de revistas de histórias em quadrinhos pela DC Comics. É uma figura representativa não apenas na história da DC, como dos próprios quadrinhos por ter sido a responsável, a partir da década de 1980, de promover a publicação de histórias de considerável teor mais adulto, incluindo as revista The Sandman, escrita por Neil Gaiman, Swamp Thing, escrita por Alan Moore e Hellblazer, escrita por Jamie Delano.
A popularidade destas e de outras revistas lançadas naquele período levou Berger, na década seguinte, à propor a editora o lançamento do que viria a ser "Vertigo", uma selo editorial independente das demais publicações da editora onde são publicadas revistas de temática mais alternativa, cuja presença dentre os indicados às premiações americanas se tornou corriqueira desde então. Karen Berger comandou o selo por vinte anos. Em 2017, foi anunciado que Berger teria um selo próprio dentro da Dark Horse Comics.

## Biografia
Berger havia se formado em Literatura inglesa e História da Arte e procurava emprego em museus e revistas de arte quando um amigo, o escritor J.M. DeMatteis - que à época trabalhava na DC Comics - a indicou para uma entrevista de emprego na empresa. Pouco depois, Berger já trabalhava na editora como assistente de Paul Levitz, então responsável por coordenar as histórias publicadas nas revistas House of Mystery e House of Secrets bem como todos as histórias envolvendo o personagem Batman. No início da década de 1980, Berger também assistiu Levitz quando coordenou o trabalho dele como escritor na revista Legion of Super-Heroes. Nesse período, além de Legion, que para a editora era "mais uma revista de super-heróis, era uma soap opera de ficção científica", Berger foi responsável por editar uma das primeiras minisséries da história do gênero - Amethyst, Princess of Gemworld, que introduziu a personagem Ametista - e por contratar o escritor inglês Alan Moore para roteirizar a revista Swamp Thing, que de um fracasso de vendas se tornou uma das revistas mais aclamadas da editora.
Embora nunca tivesse se atraído por histórias de super-herói, na segunda metade da década de 1980 seria responsável por coordenar o trabalho de dois autores que reinventariam exemplares do gênero: George Pérez não apenas ilustraria, como também escreveria os roteiros da revista Wonder Woman, reestabelecendo a personagem Mulher-Maravilha, ligando-a fortemente à mitologia grega, e Neil Gaiman reinventaria o personagem Sandman na revista em quadrinhos homônima transformando-o num fenômeno de público e crítica.
O sucesso de Moore em Swamp Thing e Gaiman em Sandman representam o que historiadores apontam como sendo a "Invasão Inglesa" nos quadrinhos americanos, que incluiu também os roteiristas Grant Morrison, Jamie Delano e Peter Milligan, que escreviam, respectivamente, Animal Man, Hellblazer e Shade the Changing Man. Sobre o "fenômeno", declarou:
| “ | No final da década de 1980 eu gostava de trabalhar com escritores britânicos. O que me atraía era o ponto de vista deles, consideravelmente diferente dos escritores americanos. Eles tinham aquela perspectiva típica de um forasteiro, e viam o mundo de uma forma diferente. Eles traziam uma irreverência, uma subversão aos roteiros, e eu realmente respondia àquela sensibilidade. | ” |

Em 1993, o lançar do selo Vertigo seria capitaneado pelas cinco séries editadas por Berger - Animal Man, Hellblazer, Sandman, Shade, the Changing Man e Swamp Thing - e por Doom Patrol, revista então escrita por Morrison. Aproveitando-se do momento favorável do mercado, que constantemente recebia atenção da imprensa e com as revistas vendendo cada vez mais, Berger resolveu promover o lançamento de novas revistas para o selo e séries como Sebastian O, Enigma, Sandman Mystery Theatre, The Books of Magic e Jonah Hex.
Em meados da década de 2000, e com quase todas as séries que compunham o selo durante a década de 1990 já encerradas, com apenas Hellblazer ainda sendo publicado continuadamente, a Vertigo manteve-se relevante e com inúmeras novas séries que também foram alvo de considerável aclamação, como Unknown Soldier, Air, DMZ e Scalped.
Karen Berger comandou o selo Vertigo por vinte anos. Sua saída foi anunciada em dezembro de 2012, alegando a opção de buscar de novos desafios profissionais. Foi sucedida por Shelly Bond, que trabalhava no selo desde 1993. Após alguns anos afastada da indústria, em 2016 Berger retornou editando o título Surgeon X, na Image Comics. No ano seguinte, foi divulgado que ela teria um selo próprio dentro da editora Dark Horse Comics, intitulado Berger Books.

### Vida pessoal
Berger é casada com o escritor e também editor da DC Comics Richard Bruning.

## Prêmios e indicações
Berger já foi premiada uma vez com o Inkpot Award (em 1990), três vezes com o Eisner Awards (1992, 1994 e 1995) e nove vezes com o Comics Buyer's Guide Award (1997-2005), sempre como "Melhor Editora".